# Sidney Gilchrist Thomas
Sidney Gilchrist Thomas (Londra, 1850 – Parigi, 1885) è stato un inventore britannico.
Cercò di perfezionare il convertitore Bessemer e vi riuscì introducendo del calcare basico per depurare la ghisa fosforosa.
Dal 1881 lavorò per Andrew Carnegie.